# 高根村立日和田小学校池ノ原冬季分校
高根村立日和田小学校池ノ原冬季分校（たかねそんしりつ ひわだしょうがっこう　いけのはらとうきぶんこう）は、かつて岐阜県大野郡高根村（現・高山市）に存在した公立小学校の冬季分校。分校が存在した池ノ原は池之原とも称されたことから、池之原冬季分教場とも称した。

## 概要
- 現在の高山市高根町留之原に存在した高根村立日和田小学校の冬季分校であり、設置時期は基本的に12月から翌年3月であった。冬季以外の時季は本校の日和田小学校に通学していた。
- 池ノ原は戦後開拓で出来た集落であり、かつての高根村大字日和田字池之原・字近城・字岩戸である。戦前は焼畑農業のみ行われていたが、1951年に開拓団が結成され、開拓が行われた[注釈 2]。
- 住民の離村等により休校となった後、1973年廃校。池ノ原は住民離村後は日和田高原として、キャンプ場、スキー場などになっている他、飛騨御嶽高原高地トレーニングエリアの一部（日和田高原ゾーン）となっている。

## 沿革
- 1956年（昭和31年）
  - 4月 - 高根小学校第四分校が独立し、高根村立日和田小学校となる。
  - 12月 - 日和田小学校池ノ原冬季分校として開校。1～6年生が通学する。
- 1969年（昭和44年） - 通学する児童が1～4年生となる。
- 1970年（昭和45年） - 休止。
- 1973年（昭和48年） - 廃校。